# Hilda Müller Hess
Hilda Gesina Müller Hess (Santiago de Chile, 1891-1969) fue una locutora radial, columnista, filántropa y sufragista chilena. Fue una de las primeras mujeres locutoras en la radiodifusión en Chile, además de promover el voto femenino en Chile a través de la facción de su partido, el Partido Liberal Femenino. Asimismo, fue una de las fundadoras de la Cruz Roja Chilena en 1914.

## Biografía
Nacida en Santiago en 1891, Hilda fue hija de Friedrich Müller Becker, inmigrante alemán, y María Sara de las Mercedes Hess King, chilena también de ascendencia alemana y originaria de Valdivia, en el sur del país. Su hermano, Walter Müller Hess (1894-1977), fue un ingeniero que llegó a ser presidente de la Sociedad de Fomento Fabril (Sofofa) entre 1934 y 1955. En 1914 y con 22 años de edad, fue una de las socias fundadoras de la Cruz Roja Chilena, siendo la menor en edad, razón por la cual era llamada cariñosamente como "La Junior".
Durante la primera mitad del siglo xx, Hilda Müller tuvo un rol importante como una de las mujeres pioneras en los medios de comunicación chilenos.  Fue una de las primeras mujeres en publicar artículos en la prensa de Chile. En 1927 y bajo el pseudónimo de Madame Veronique, dio comienzo a la Sección Femenina del diario El Mercurio. Posteriormente, realizó colaboraciones en el área de interés femenino en la prensa de Valparaíso, publicando en los diarios El Mercurio de Valparaíso y La Estrella; además de ser redactora de la Página Femenina de El Diario Ilustrado. En la Radio El Mercurio, fue la conductora de La Hora Femenina, siendo una de las primeras mujeres con su propio programa radial en Chile. También colaboró en espacios de programas de las radios Chilena, Agricultura y Cooperativa. En 1933, fundó el periódico Intervieu, dirigido a un público femenino, asumiendo el cargo de directora y propietaria de la publicación.
Militante del Partido Liberal, manifestó un interés destacado en promover la participación de la mujer en la política nacional chilena. Tras asistir a la Convención Anual de su partido en 1938, propuso la elaboración de un proyecto de ley para enviar al Congreso Nacional, dirigido a la equiparación de los derechos civiles de las mujeres con los de los hombres, incluyendo la implementación del sufragio femenino. Con el fin de fortalecer su influencia dentro del movimiento liberal chileno, fundó una agrupación femenina dentro del partido, denominada Partido Liberal Femenino, formando parte de su directiva. Con el respaldo de su colectividad, participó como candidata en dos ocasiones en las elecciones municipales, en un contexto desafiante para la participación femenina en la política, caracterizado por una participación mayoritaria e histórica de hombres. En 1958, la organización realizó esfuerzos para presentar la candidatura de Hilda en la elección complementaria para el cargo de diputado tras el fallecimiento de Fernando Rojas Wolff el año anterior, aunque finalmente no consiguió alcanzar ese objetivo.